# لينكولن ديكسون
لينكولن ديكسون (بالإنجليزية: Lincoln Dixon)‏ هو محامي وسياسي أمريكي، ولد في 9 فبراير 1860، وتوفي في 16 سبتمبر 1932. حزبياً، نشط في الحزب الديمقراطي. وقد انتخب عضو مجلس النواب الأمريكي.